# Cyfry hinduskie
Większość pozycyjnych dziesiętnych systemów liczbowych na świecie pochodzi z Indii, gdzie narodziła się koncepcja numerologii pozycyjnej. Cyfry hinduskie zwane również indyjskimi znane są w kulturze zachodniej jako cyfry arabskie, gdyż Arabowie rozprzestrzenili je w Europie w średniowieczu. Cyfry pierwotnie zapisywane w sanskrycie rozpropagował perski matematyk Al-Chuwarizmi.

## Cyfry dewanagari i ich nazwy w sanskrycie
Poniżej jest lista cyfr hinduskich i ich nowożytna forma w dewanagari, odpowiednik europejski (arabski) i wymowa w sanskrycie.
| Nowożytny dewanagari | Cyfry arabskie | Zapis liczebnika w sanskrycie (rdzeń) | Transkypcja |
| -------------------- | -------------- | ------------------------------------- | ----------- |
| ०                    | 0              | शून्य                                   | śunja       |
| १                    | 1              | एक                                    | eka         |
| २                    | 2              | द्वि                                    | dwi         |
| ३                    | 3              | त्रि                                    | tri         |
| ४                    | 4              | चतुर्                                   | ćatur       |
| ५                    | 5              | पञ्च                                   | pańća       |
| ६                    | 6              | षष्                                    | szasz       |
| ७                    | 7              | सप्त                                   | sapta       |
| ८                    | 8              | अष्ट                                   | aszta       |
| ९                    | 9              | नव                                    | nawa        |

Ponieważ sanskryt jest językiem indoeuropejskim, nazwy cyfr mają podobne brzmienie do odpowiedników z greki i łaciny. Słowo śunja na określenie zera oznacza dosłownie „pustkę” i zostało przetłumaczone na język arabski terminem „صفر” sifr, oznaczającym „nic”, który poprzez średniowieczne łacińskie zephirum stał się podstawą do powstania słowa zero w wielu językach europejskich. Od oznaczającego zero słowa sifr pochodzą także polskie słowa cyfra (poprzez niem. Ziffer) i szyfr.